# Pur vici
Pur vici (títol original en anglès, Inherent Vice) és una pel·lícula de comèdia de misteri neo-noir estatunidenca del 2014 escrita i dirigida per Paul Thomas Anderson, basada en la novel·la del 2009 de Thomas Pynchon. El repartiment coral inclou Joaquin Phoenix, Josh Brolin, Owen Wilson, Katherine Waterston, Eric Roberts, Reese Witherspoon, Benicio del Toro, Jena Malone, Martin Short i Joanna Newsom. La pel·lícula segueix Larry "Doc" Sportello, un fumador, hippie i investigador privat benintencionat però pocatraça, embolicat en l'inframon criminal de Los Angeles de 1970, que investiga tres casos relacionats amb la desaparició de la seva ex-xicota i el seu xicot nou-ric. S'ha doblat i subtitulat al català.
Des del 2010 estava en desenvolupament l'adaptació d'Anderson de Pur vici; és la primera i fins ara única novel·la de Pynchon adaptada per a la pantalla. És la segona col·laboració d'Anderson amb Phoenix, després de The Master (2012), i compta amb la participació d'altres col·laboradors recurrents, com ara els productors Daniel Lupi i JoAnne Sellar, el director de fotografia Robert Elswit, l'editor Leslie Jones i el compositor Jonny Greenwood.
Pur vici es va estrenar al Festival de Cinema de Nova York el 4 d'octubre de 2014 i va comptar amb una estrena limitada als cinemes dels Estats Units el 12 de desembre del mateix any. La pel·lícula va rebre crítiques generalment positives; moltes van elogiar les interpretacions, el vestuari i el guió, però alguns van criticar la complicada trama. Va ser nominada a diversos premis, incloent-hi dues categories als 87ns premis Oscar, i la nominació al millor actor musical o còmic per a Phoenix als 72ns Globus d'Or. El National Board of Review la va nomenar una de les deu millors pel·lícules de l'any. Alguns crítics van dir que Pur civi tenia els elements d'una pel·lícula de culte. El 2016, va ser votada com la 75a millor pel·lícula des del 2000 en una enquesta de crítica internacional.